# Gotlands nation, Uppsala
Gotlands nation är en av tretton nationer vid Uppsala universitet.

## Om nationen
Gotlands nation är den enda nationen som ligger på vad som kallas fel sida om  ån, det vill säga den nordöstra. Samtliga övriga nationer ligger på rätt sida om ån, det vill säga den sydvästra sidan. Gotlänningarna själva hävdar att ån symboliskt representerar Östersjön och att de således ligger på rätt sida. Till Gotlands nation söker sig förutom gotlänningar ofta även åländska, tyska och andra internationella studenter.

## Lambskallegasquen
Gotlands nation anordnar varje år ett flertal gasquer och andra sittningar, bland dessa är Lambskallegasquen den största och mest välkända. Lambskallegasquen har genomförs i november månad sedan år 1950 och är därmed den äldsta fortfarande återkommande gasquen i Uppsala. Under sittningen serveras gutetoast till förrätt, griljerat lambskalle med rotmos till huvudrätt, saffranspannkaka till efterrätt och det serveras gotlandsdricka. Till gasquen hör många traditioner då Gotland och det gotländska hyllas genom sång, tal och andra aktiviteter. Med åren har tillställningen blivit en av de populäraste och mest kända sittningarna i Uppsala.

## Historia

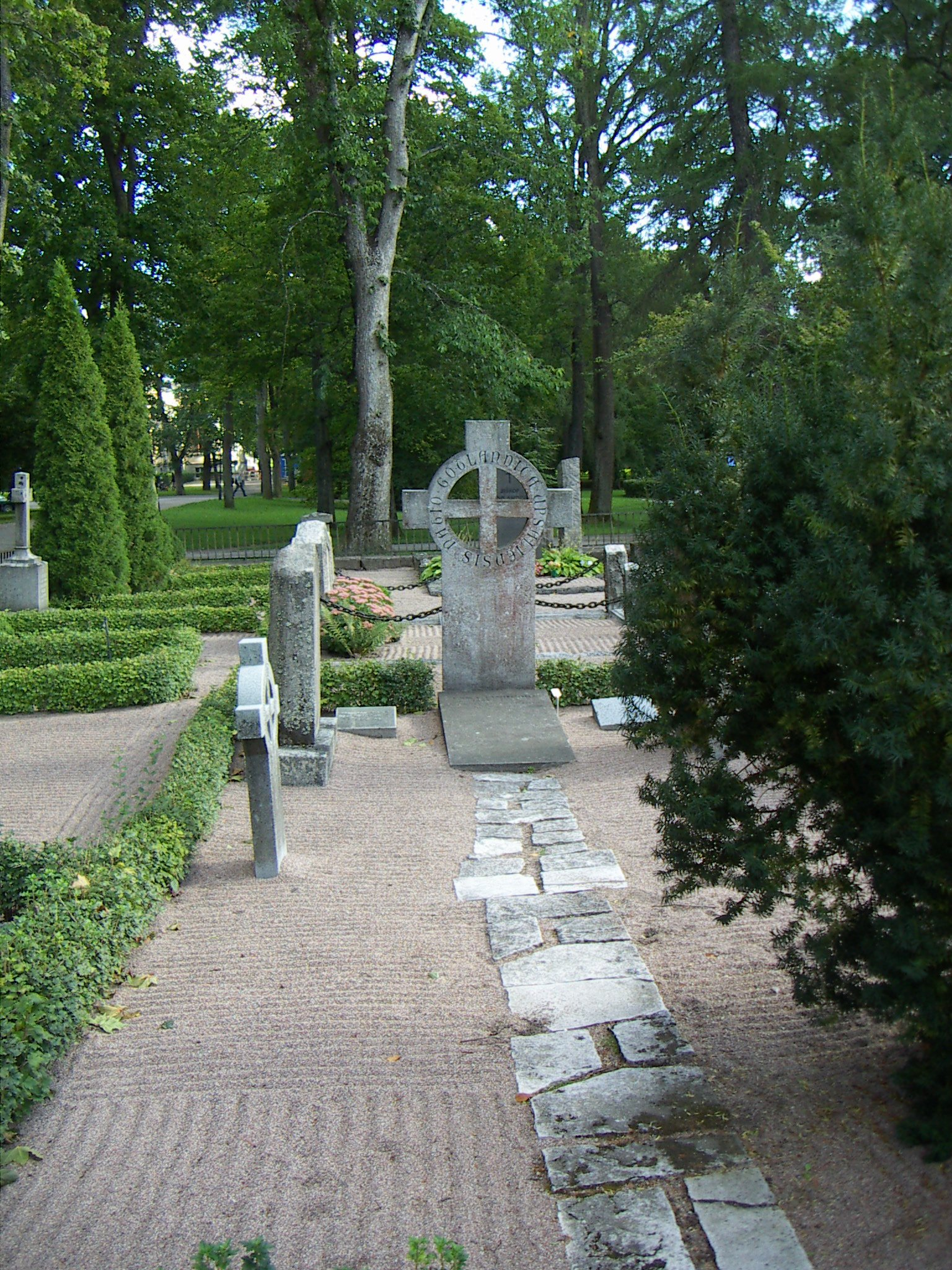
Gotlands nationsgrav på Uppsala gamla kyrkogård.

Den är med sina drygt 700 medlemmar en av de mindre nationerna men har en stor verksamhet. Nationen bildades 1681.  År 1931 firade man 250-årsjubileum, 1981 300-årsjubileum och 2006 325-årsjubileum. Första gången Gotlands nation omnämndes var redan 1663 då universitetet tillsatte de första inspektorerna. Vid denna tid tillsattes inspektor Daniel Lipstorpius som förutom för Gotlands nation var gemensam för Finska, Livländska och Germanska nationerna.
Efter ett kringflackande liv i likhet med stadens övriga nationer fick nationen slutligen ett eget hus. "Klostret", på adressen Klostergatan 2, var en donation av uppsalaprofilen och kyrkoherden i När Carl Norrby. Huset var byggt på tidigare bebyggelse knutet till det närliggande franciskanerklostret. Nationshuset kom under det sena 1800-talet gå igenom en större förändring till det utseende det har idag. I källaren finns det valv från 1200-talet bevarade. Allteftersom behovet av ett större hus tillkom liksom fler medlemmar bestämde sig nationen för att bygga ett nytt hus i hörnet mot Östra Ågatan enligt Karl Karlströms ritningar. Detta hus kunde småningom invigas 1960 och innehåller förutom expeditionslokaler, bibliotek och salongsutrymmen även bostäder för nationens medlemmar samt ett antal kontorslokaler. Under sommar och höst år 2012 renoverades putsfasaden och fick då även en gulare nyans.
Nationens pub i husets källare skapades 1979 och fick namnet ”Rövar Liljas håla”. Den nyinvigdes 2004 efter en större renovering och döptes om till ”Bettys Pub”. Detta efter Betty Pettersson, Sverige första kvinnliga student tillika medlem av just Gotlands nation.

## Inspektorer
Nationens nuvarande inspektor är Lars Magnusson, professor i ekonomisk historia vid Uppsala universitet.

## Vännation
Lund: Hallands Nation
Åbo: Åbolands Nation vid Åbo Akademi
Åländska Studentlaget

## Vänföreningar
ÅSU: Åländska Studentföreningen i Uppsala (Facebook)
FISU: Finlandssvenska Studenter i Uppsala

## Bilder

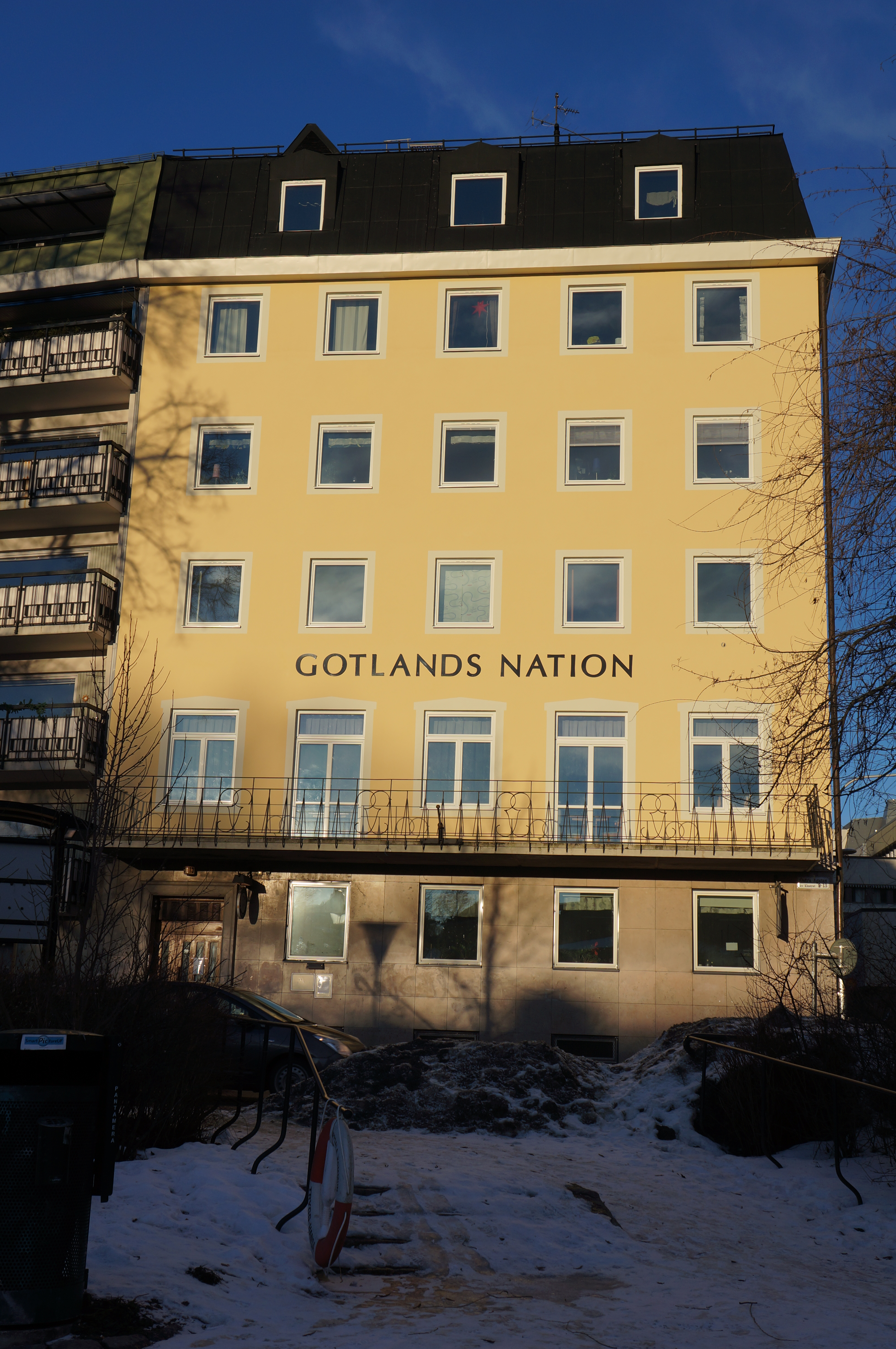
Nationshuset 2013
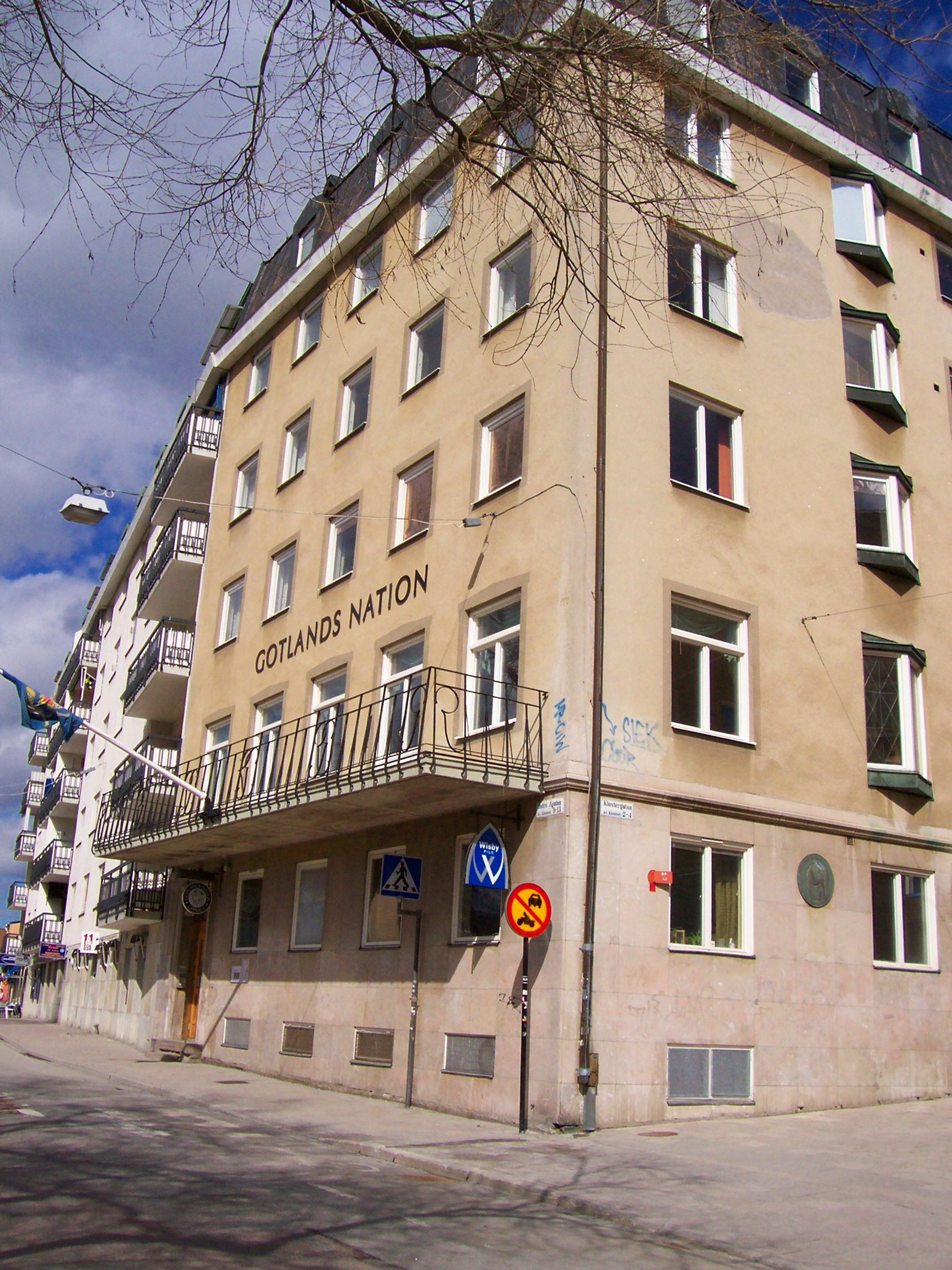
Nationshuset 2006
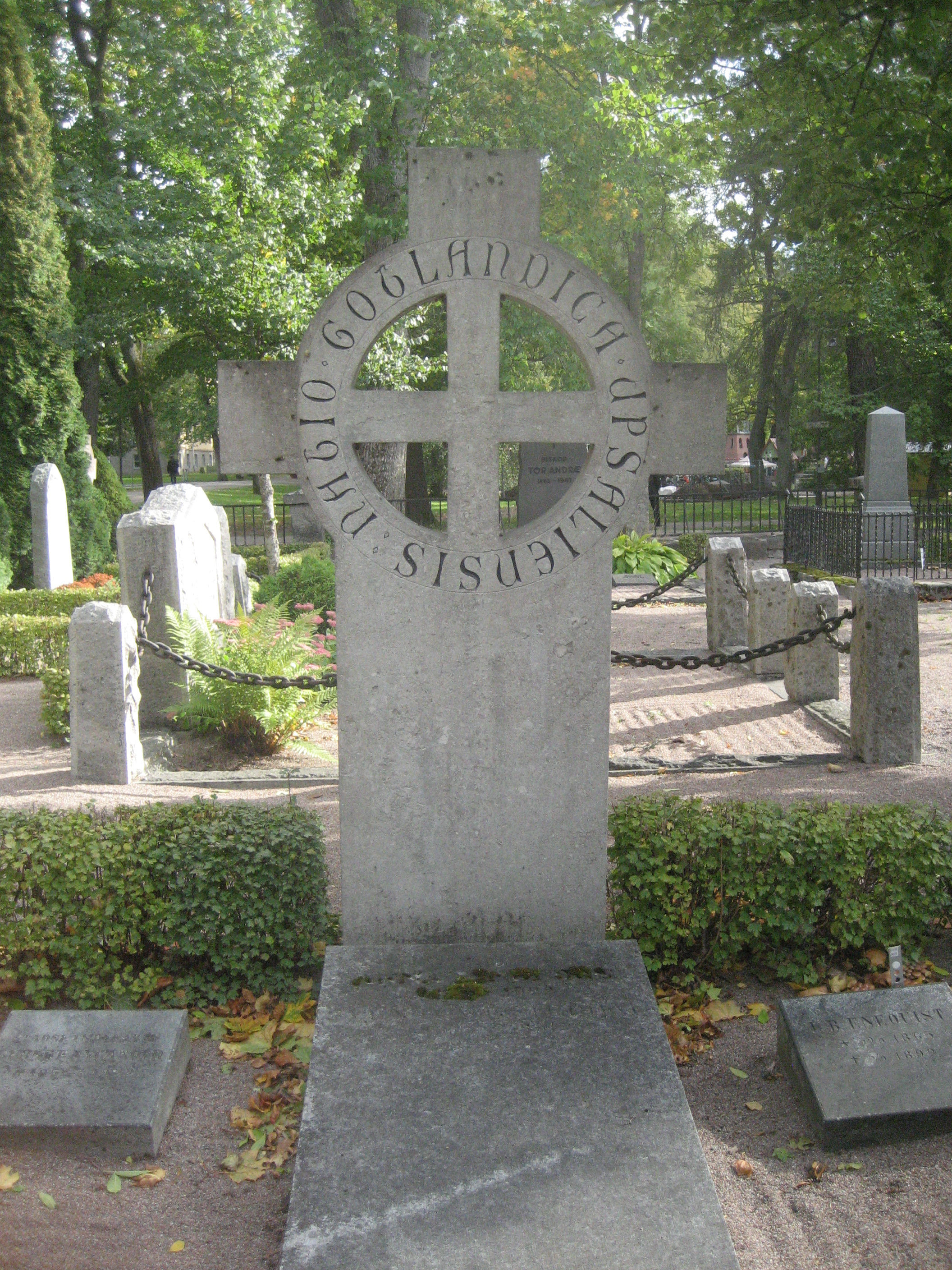
Gotlands nationsgrav
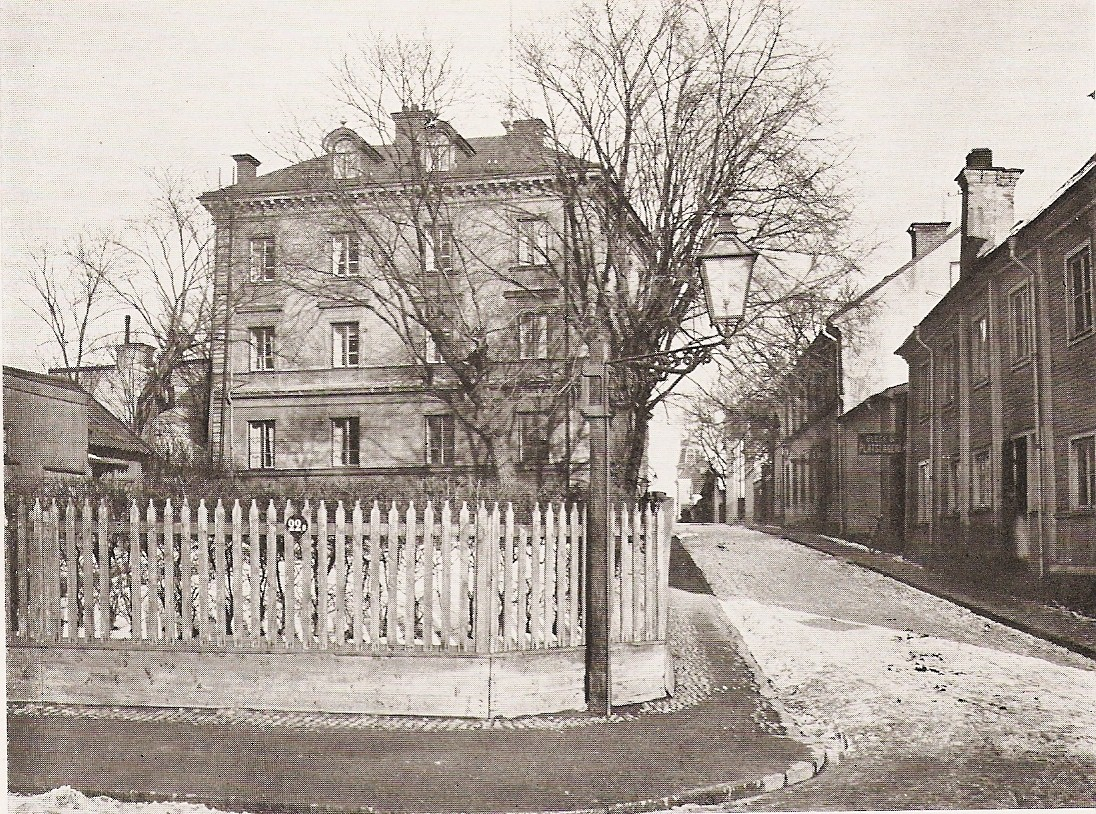
Gamla Nationshuset "Klostret" 1873-1957
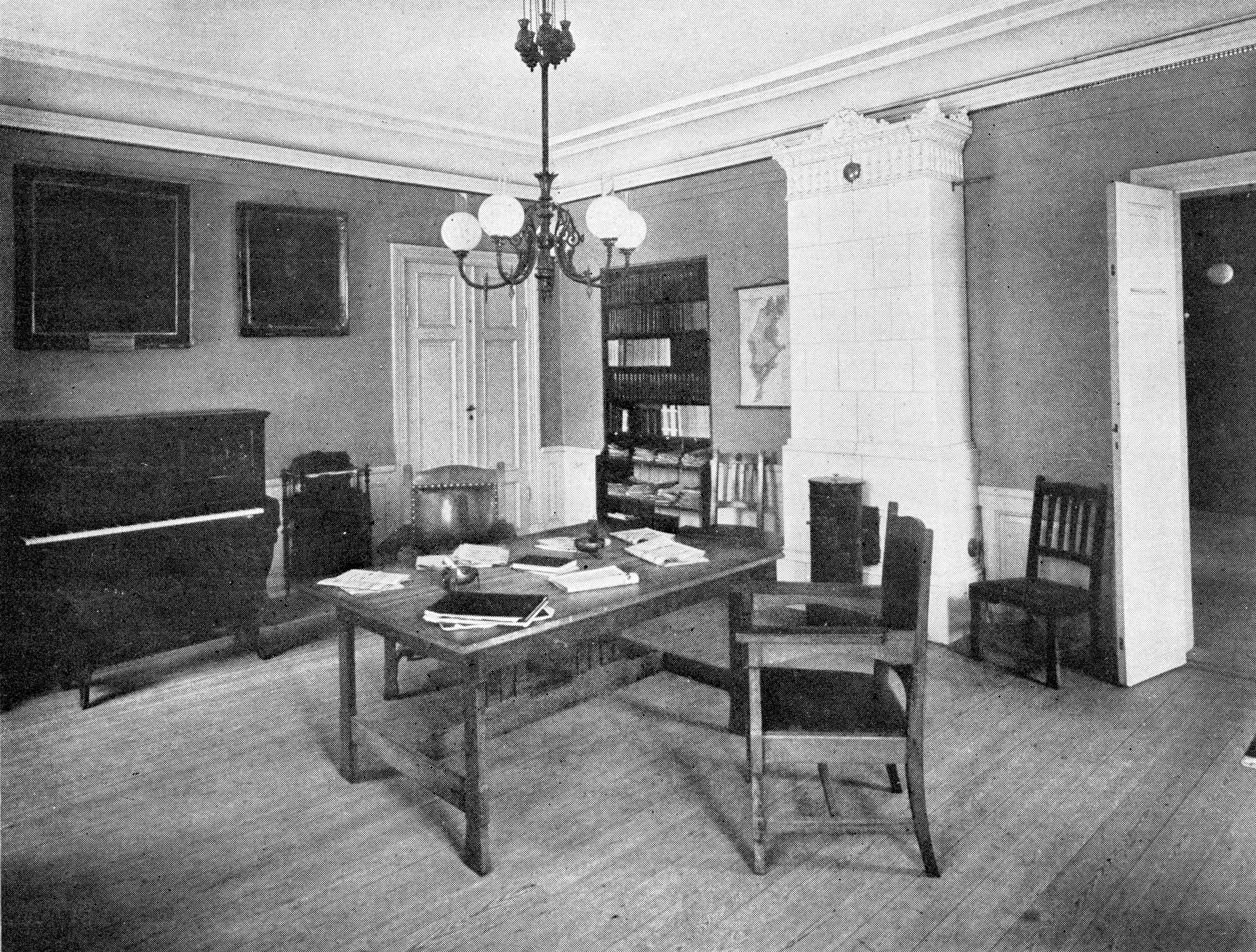
Nationssalen i gamla huset
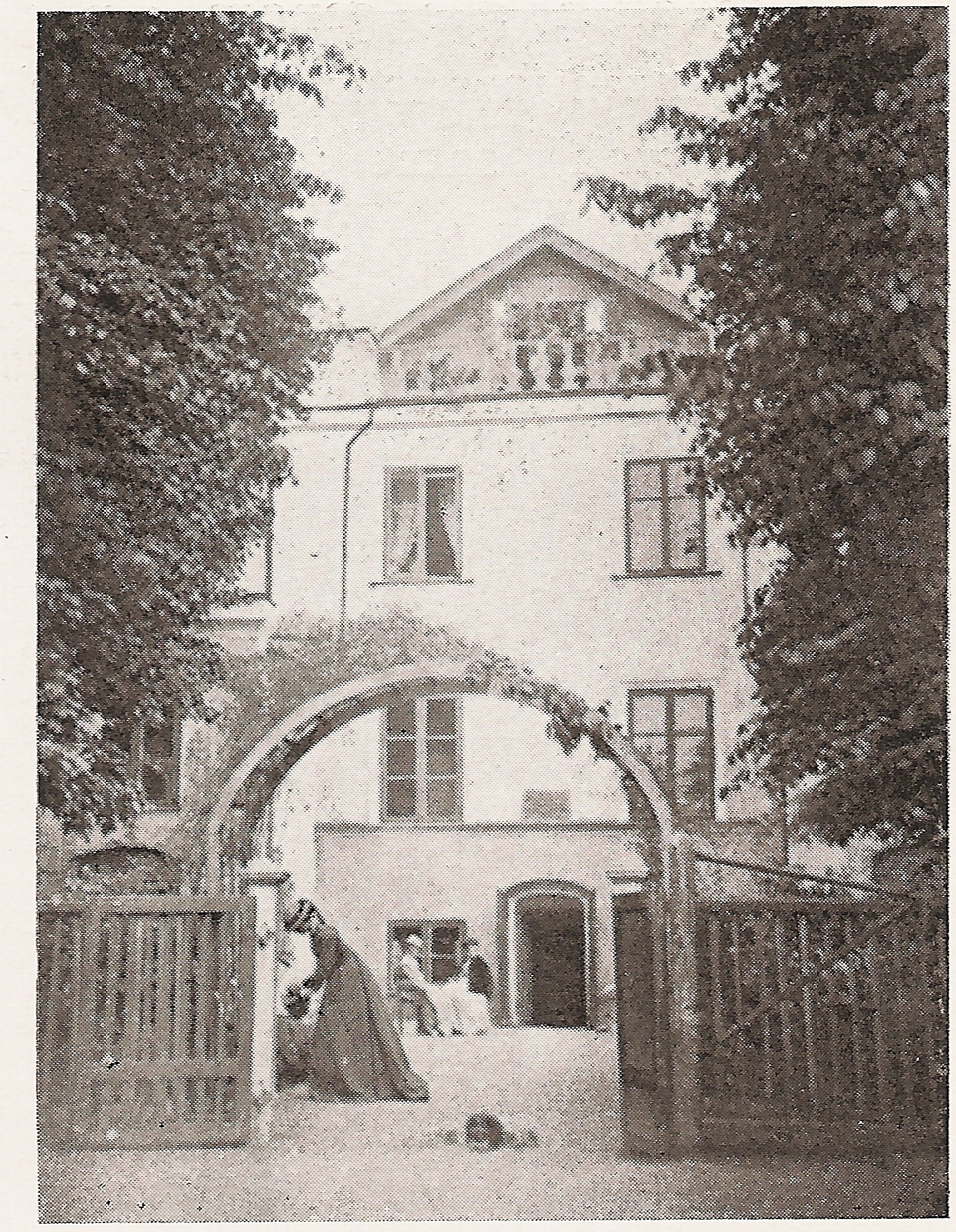
Gamla Nationshuset 1860-tal, innan nationen köpte det.